# 抜隊得勝

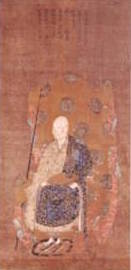
大円禅師頂相（向嶽寺蔵、重要文化財）

抜隊得勝（ばっすい とくしょう、嘉暦2年10月6日（1327年11月20日） - 至徳4年/元中4年2月20日（1387年3月10日））は、南北朝時代の日本の禅僧。臨済宗向嶽寺派の祖。

## 略歴
相模国中村（現・神奈川県足柄上郡中井町）に生まれる。俗姓は藤原氏とされる。幼くして父を失い、29歳で出家した。
各地の禅僧に師事し、正平13年（1358年）、出雲・雲樹寺開山の孤峯覚明（三光国師）に印可を受けた。諸国を遊歴し、永和4年（1378年）、武蔵国横山から禅僧としては夢窓疎石や業海本浄に続いて甲斐国へ入り、富士山を望む高森（山梨県甲州市塩山竹森）に庵を結ぶ（向獄庵）。「向嶽」とは、抜隊が富士山に向かって説法する霊夢を見たことに由来するという。高森の草庵には不便もあり、弟子の働きかけで甲斐国守護武田信成の寄進を得て康暦2年（1380年）正月に塩山向嶽庵を開き、臨済宗向嶽寺派の祖と位置付けられている。
戒律に厳しく、僧坊における禁酒戒など厳格な遺戒を定めた（抜隊遺戒）。没後には二世住職通宝明道（通方？）により語録が編纂され、向嶽庵は代々の守護武田氏の寺領寄進を得て寺勢を拡大した。天文16年（1547年）には甲斐守護武田信玄（晴信）の働きかけにより後奈良天皇から諡号・慧光大円禅師を賜り、このときから向嶽寺を称している。
甲州市内の向嶽寺や正覚寺には抜隊直筆の墨書が残されている。向獄寺周辺には、抜隊が発見したとされる塩山温泉がある。

## 著書
- 『塩山仮名法語』
- 『和泥合水集』

## 伝記・作品
- 通宝明道 『抜隊和尚行實』
- 古田紹欽著・訳 『抜隊　日本の禅語録 第11巻』、講談社、1979年
その生涯と禅／塩山仮名法語、塩山和泥合水集、抜隊和尚語録（抄）

## 関連文献
- CiNii>抜隊得勝
- INBUDS>抜隊得勝